# (3765) Texereau
Pour les articles homonymes, voir Texereau.
(3765) Texereau est un astéroïde de la ceinture principale.

## Description
(3765) Texereau est un astéroïde de la ceinture principale. Il fut découvert le 16 septembre 1982 à Caussols par Kōichirō Tomita. Il présente une orbite caractérisée par un demi-grand axe de 2,84 UA, une excentricité de 0,04 et une inclinaison de 1,0° par rapport à l'écliptique.
Il est nommé en l'honneur de Jean Texereau.

## Compléments